# Sofronie Drincec
Sofronie Drincec (született: Radu Ștefan Drincec) (Arad, 1967. november 3. –) román ortodox püspök.

## Élete
A temesvári egyetem Orvostudományi Karán 1993-ban szerzett diplomát, 1997-ben pedig az aradi egyetemen ortodox teológiai licenciátust szerzett. Több nyelven beszél, köztük magyarul. 1994–1995-ben az essexi Keresztelő Szent János monostorban élt. 1995-ben avatta szerzetessé Timotei Seviciu aradi püspök, ugyanazon év augusztusában diakónussá és pappá szentelte Serafim Joantă németországi és közép-európai metropolita. 1995 és 1998 között az aradi ortodox püspökségen dolgozott a szociális ügyek felelőseként, ezt követően Teoctist bukaresti pátriárka titkára volt (1998–1999).

## Gyulaipüspök
1999. január 31-én megválasztották a – gyulai székhelyű – magyarországi román ortodox egyházmegye püspökévé. Az ő egyházi tevékenysége alatt alakult meg az első magyarországi román férfi kolostor Körösszakállon (Hajdú-Bihar megye), valamint ő tette le a román nyelvű felekezeti oktatás alapjait Magyarországon. 2005 februárjában részt vett a Gemelli kápolnában rendezett közös imán, amelyen 100 keresztény püspök társaságában imádkozott II. János Pál pápáért.

## Nagyváradipüspök
2007. február 25-én iktatták be az 500.000 hívő lelket és 592 papot számláló nagyváradi ortodox egyházmegye (Bihar és Szilágy megye) püspöki székébe, Ion Mihălțan püspököt váltva. Az eseményre hivatalos volt Várszegi Asztrik pannonhalmi főapát. A román ortodox egyház 2008 júliusában „eretnekséggel” vádolta meg, mivel a görögkatolikus püspökkel és papokkal együtt vett részt a 2008. évi vízkereszti szertartáson. Dániel pátriárka azonban elérte, hogy a „szent szinódus” szigorúan megfeddje őt Nicolae Corneanu bánsági metropolitával együtt – akit szintén „bűnösnek” mondtak ki –, mivel az görögkatolikus lugosi püspökkel és paptestvéreivel együtt áldozott.